# 皮利佩 (蘇梅州)
皮利皮（烏克蘭語：Пилипи）是烏克蘭東北部的舊村，曾經由蘇梅州的中布達區負責管轄，處於斯維加河畔，距離卡明西克0.5公里，1988年該城鎮人口20。